# Güinía de Miranda
Güinía de Miranda es una localidad cubana del municipio de Manicaragua, en la provincia de Villa Clara.

## Historia
En comienzos de la década de 1860 el pueblo tenía contabilizada una población de 300 habitantes. Aparece descrito en el segundo tomo del Diccionario geográfico, estadístico, histórico, de la isla de Cuba de Jacobo de la Pezuela de la siguiente manera:

Güinia de Miranda. (pueblo de) Cabeza del part.º de su nombre, situado en terreno quebrado y cenagoso rodeado de lomas entre las cuales se distinguen la de la Bendicion, la Alta y la de Talco, reuniéndose en sus inmediaciones los caminos de Trinidad á Villa-Clara con el cual se enlaza el que conduce á esta villa desde San Juan de los Remedios. El caserío es poco regular formando apenas una calle de casas bastante distantes unas de otras á orillas del camino citado de Remedios, y diferentes callejuelas que son mas bien otras tantas sendas que conducen á los sitios de labor que hay en sus cercanías. El piso de esa única calle es firme y quebrado. Divide el caserío en dos barrios la loma de la Cruz. Es conocido con este nombre el que se estiende por las faldas de esta loma, y con el de la Bendicion, el que tiene su asiento en la loma de este mismo nombre. En el primer barrio está situada la capitanía y delante de la plaza se levanta la iglesia cuya fábrica hace tiempo se ha terminado. Provéese la poblacion de aguas potables de las de un manantial cercano. Es pueblo de bastantes recursos y por su posicion, es la llave del rio Agabama. Está situado no lejos de la confluencia del río Prados con el Jicaya. Se compone de 50 edificios con cerca de 300 habitantes, de los cuales 216 son blancos, 70 libres de color, y 10 esclavos. Tiene 7 tiendas mistas y una escuela de primeras letras para varones, costeada por los fondos municipales. Es poblacion muy moderna, debiendo su fomento á la posicion que ocupa en el enlace de varios caminos. Está 15 leguas al S. de Villa-Clara, y 10 al N. E. de Trinidad.
(Pezuela, 1863, p. 552)